# Zodarion kabylianum
Zodarion kabylianum är en spindelart som beskrevs av Denis 1937. Zodarion kabylianum ingår i släktet Zodarion och familjen Zodariidae.
Artens utbredningsområde är Algeriet. Inga underarter finns listade i Catalogue of Life.